# Stevan Galogaža
Stevan Galogaža (Ponikvár, 1893. február 20. – Jasenovaci koncentrációs tábor, 1944. október 1.) horvátországi szerb író, újságíró, publicista volt.

## Élete és pályafutása
1893. február 20-án született a Topuszka melletti Ponikváron. Középiskoláit Zágrábban, Károlyvárosban, Petrinyán, Eszéken és Belgrádban végezte. Az 1912-es Cuvaj bán elleni merényletben való részvétel gyanúja miatt bíróság elé állították és kizárták az iskolából. A szerb hadsereg tagjaként, amelyhez 1914-ben csatlakozott, Albánián keresztüli visszavonulás után Franciaországba került, ahol tanulmányait 1916-ban Grenoble-ban, majd 1916–1919-ben Párizsban folytatta, ahol jogot tanult. Visszatérve Zágrábba, újságíróként dolgozott (Movement és Novosti folyóiratok), és irodalmi pályát kezdett. 1920-ban elindította és szerkesztette a modernista „Kritika” folyóirat három számát, 1923-ban pedig a modernista „Vedrina” című folyóiratot is.
Később a baloldal felé fordult, így 1928-ban szocialista és forradalmi szellemben elindította az új Kritikát, 1931-ben pedig a Literaturát, és szerkesztette a Književni savremenik (1936) és a Kultur (1937–38) folyóiratokat. Különösen a „Protest i Apel” című röpirattal hívta fel magára a figyelmet, amelyet 1932-ben számos horvát értelmiségi aláírásával, az amszterdami háború és imperializmus elleni kongresszusra küldött H. Barbusse-nak és R. Rollandnak. Kommunistaként, az Egyesült Munkáspárt alapító bizottságának tagjaként és a Vörös segély (Crvene pomoći) szervezőjeként gyakran került börtönbe (1929, 1930, 1934). 1941-ben a vrapčei elmegyógyintézetben keresett menedéket, de 1943-ban fogolyként a jasenovaci táborba vitték, ahol 1944. október 1-jén agyonlőtték.

## Irodalmi munkássága
1912-ben Zorában verssel, a Preporodban prózával jelentkezett. Ezután a Narodni jedinstvo, a Savremenik, a Književni novosti, a Jugoslavnska njiva, valamint az általa szerkesztett újságokban és folyóiratokban novelláival és cikkeivel tűnt fel. Álneve Homo Hominis volt. Galogaža politikai tevékenysége rányomta bélyegét költészetére is. Míg az első, szerény terjedelmű és gyenge kifejezésmódú novellagyűjteményben, a Čudne siluite-ban még láthatóak az expresszionista víziók nyomai, addig a Novelamában már a társadalmilag elkötelezett baloldali irodalomfelfogást hirdeti. A polgári művésziességgel szembehelyezkedő Galogaža az irodalmi kifejezést erős ideológiai hangsúllyal rendelkező populista jelszavakra szűkítette le. Az ún. „baloldali irodalmi konfliktusban” Radovan Zogović és Milovan Đilas gondolatai mellé állt, a „szürrealizmus felszámolása” (Š. Vučetić) mellett foglalt állást, polemikus cikkeiben pedig azt követelte, hogy a művet „proletár és ne dekoratív humanizmus” hassa át.

## Művei
- Čudne siluete. Zagreb 1927, 1928, Beograd 1954.
- Novele. Zagreb, 1931.
- Za amnestiju. Zagreb 1935.
- Sabrani spisi, 1–2 (Pisci i stvarnost, Put na glavnu cestu). Zagreb 1939.
- Izabrana djela. Pet stoljeća hrvatske književnosti, 115. Zagreb 1985.